# Technischer Berater (Film)
Ein technischer Berater wird als Experte für Film- und Fernsehproduktionen herangezogen, bei denen er dem Filmproduzent mit seinem speziellen Fachwissen zur Seite steht. Sinnvoll bis hin zu notwendig kann das Mitwirken eines technischen Beraters etwa dann sein, wenn durch die Umstände des Drehs Gefahren für die Crew entstehen und diese möglichst gering gehalten werden müssen, oder auch, wenn eine Darstellung möglichst große Authentizität vermitteln soll. Abhängig vom verfilmten Stoff, können unterschiedlich viele technische Berater mit verschiedenen Wissensfeldern an der Produktion beteiligt sein.
Klassischerweise entstammen technische Berater dem Umfeld, das im Film oder der Serie dargestellt wird. So wurden zum Beispiel die Produktionen von Black Hawk Down von der US-Army und Top Gun von der US Navy durch Fachberater und Statisten verstärkt, während der Apollo-Astronaut David Randolph Scott die Macher von Apollo 13 beriet und der Apnoetaucher und Weltrekordhalter Jacques Mayol den Dreh von Im Rausch der Tiefe unterstützte. Neben dieser praktischen Teilhabe können technische Berater auch durch wissenschaftliche Betätigung (z. B. Historiker, Mediziner, Naturwissenschaftler) Kenntnisse haben, die im Rahmen einer Produktion gefragt sind. Abzugrenzen (wenngleich mit fließendem Übergang) sind technische Berater von Coaches, die die Schauspieler in bestimmten Bereichen auf ihre Rollen vorbereiten (etwa in der Handhabung von Waffen, im Reiten, im Fahren bestimmter Fahrzeuge oder Ähnliches).
Mitunter sind technische Berater auch vor der Kamera aktiv und nehmen neben ihrem Beraterposten auch eine Rolle in der jeweiligen Produktion wahr. Einige haben es hierbei zu erheblicher Popularität gebracht, zum Beispiel R. Lee Ermey in der Rolle des Gunnery Sergeant Hartman in Stanley Kubricks Full Metal Jacket. Ursprünglich sollte der Vietnam-Veteran und tatsächliche Staff Sergeant Ermey lediglich für eine authentische Darstellung der Marines-Ausbildung sorgen, doch nachdem Kubrick eine Filmaufnahme sah, wie Ermey minutenlang die Statisten beschimpfte, übertrug er die Rolle auf ihn. Ermey war bei den Golden Globes 1988 als Bester Nebendarsteller nominiert.
Zu einem eigenen Fanclub brachte es Michael Newman, der technische Berater der Serie Baywatch – Die Rettungsschwimmer von Malibu. Newman spielte hier mehrere Staffeln eine Figur gleichen Namens und war der einzige echte Rettungsschwimmer im Cast der Serie.